# فریروس (پرنامبوکو)
فریروس (به پرتغالی: Ferreiros) یک منطقهٔ مسکونی در برزیل است که در پرنامبوکو واقع شده‌است. فریروس ۹۲٫۱ کیلومتر مربع مساحت و ۱۲٬۱۷۰ نفر جمعیت دارد و ۹۶ متر بالاتر از سطح دریا واقع شده‌است.